# Кос Марія Йосипівна
Марія Йосипівна Кос (нар. 1914 — пом. 13 серпня 1934 м. Угнів Сокальського району Львівської області) — діячка УВО, ОУН, очільниця жіночої бойово-розвідувальної п’ятірки ОУН (Катерина Зарицька, Дарія Гнатківська, Віра Свєнціцька та Олена Недзвєцька).

## Життєпис
Народилася у 1914 році. Брат — композитор Анатолій Кос-Анатольський.
Входила до молодіжної організації «Пласт», зокрема 2-го куреня ім. Марти Борецької (Львів). У 1932 році закінчила гімназію сестер Василіянок у Львові.
Протягом 1931–1932 очолювала дівочу бойово-розвідувальну п’ятірку, що була в підпорядкуванні Крайової Екзекутиви (КЕ) ОУН. До її складу входили Катерина Зарицька, Дарія Гнатківська, Віра Свєнціцька та Олена Недзвєцька.
Група займалась збором інформації для підготовки терористичних актів та безпосередньо брала в них участь. Діяльність жіночої розвідки була широко висвітлена під час Варшавського, а згодом Львівського судових процесів. 
У 1934 році Марія Кос важко захворіла та померла.